# アウトサイド
『アウトサイド』（原題：1.OUTSIDE）は、イギリスのミュージシャンであるデヴィッド・ボウイの18枚目のアルバム。
1995年9月23日にアリスタ・レコードよりリリースされた。
1995年にリリースされた初回盤では日本盤のみボーナストラックとして20曲目に「ゲット・リアル」が収録されている。また、1996年5月22日には来日記念盤としてハロー・スペースボーイのシングルに未発表ライヴテイクを2曲加えたボーナスCDがカップリングされたスペシャルパッケージが発売された。また、2004年にコロムビア・レコードより再発売されており、その際に2枚組として14曲がボーナストラックとして収録されている。

## 解説
ボウイは、前作『ブラック・タイ・ホワイト・ノイズ』（1993年）にて10年ぶりにナイル・ロジャースとの共同プロデュースで作品を作り上げ、自ら作り上げたキャラクター・イメージから解放され、自分自身のことを歌い上げた。しかし、このアルバムではベルリン3部作と言われたアルバム『ロウ』（1977年）、『ヒーローズ』（1977年）、『ロジャー』（1979年）に参加したブライアン・イーノをプロデューサーに迎え、当時の作風を思わせるような作品として仕上げた。
かつてアルバム『ダイアモンドの犬』（1974年）で作り上げられた「荒廃した未来」の世界観を踏襲し、今度は「荒廃した現代」をテーマにした。ライナーノーツには「ネーサン・アドラーの日記（ベビー・グレース・ブルーの儀祭殺人事件）」と題された、サイコホラー映画のような猟奇殺人をテーマにしたストーリーが綴られ、アルバムに散りばめられた曲群によって完成されていく構成は、かつての自身のアルバム『ジギー・スターダスト』（1972年）と同様である。また、シングルカットされた楽曲「ハーツ・フィルシー・レッスン」は、同年公開されたサイコホラー映画『セブン』（1995年）のエンディング・テーマに起用された。
本来、ボウイはこのコンセプトを全5部作で作成する予定であったが（英題が『1.OUTSIDE』となっているのはそのため）、アルバムコンセプトの難解さと陰鬱に満ちた曲が多いゆえ商業的には不振で、予定されていた続編『インサイド』がお蔵入りになってしまい、この作品のコンセプトは未完のままである。
イーノならではのプログラミングによる音作りで、ダークで堅い印象が強く、インダストリアル的なサウンドが特徴ではあるが、ボウイと長年共にしたピアニスト、マイク・ガースンをはじめとするバンドとのアンサンブルもすばらしく、ボウイの柔軟なヴォーカル・スタイルも際立っており現在、英米ではボウイの最高傑作とも呼ばれるほど評価が高くなっている。
LP盤もリリースされているが、一部の曲はカットされている。
2016年1月、ボウイ他界直後に発表したブライアン・イーノの追悼コメントの一部に、「（ボウイ他界の）1年ほど前から、私たちの最後のアルバムになる『アウトサイド』という作品について話を進め始めていたんだ。お互いにこのアルバムのことを気に入っていたが、片隅に追いやられていたんだ。それで、もう一度考え直して、新しいところに持って行こうと話していたところだった。楽しみにしていたんだけどね」と続編製作の可能性があったことを匂わせるコメントをしており、ガースンのところにも同様のオファーがあったことが明らかになった。

## 収録曲

### CD盤
| 全作詞: デヴィッド・ボウイ。 | |                    | |      |
| #                            | タイトル | 作詞               | 作曲 | 時間 |
| 1.                           | 「レオン・テイクス・アス・アウトサイド」(Leon Takes Us Outside)                                                     | デヴィッド・ボウイ | デヴィッド・ボウイ、ブライアン・イーノ、リーブス・ガブレルス、マイク・ガースン、エルダル・キジルケイ、スターリング・キャンベル | 1:25 |
| 2.                           | 「アウトサイド」(Outside)                                                                                           | デヴィッド・ボウイ | ケビン・アームストロング、デヴィッド・ボウイ                                                                                   | 4:04 |
| 3.                           | 「ハーツ・フィルシー・レッスン」(The Hearts Filthy Lesson)                                                          | デヴィッド・ボウイ | デヴィッド・ボウイ、ブライアン・イーノ、リーブス・ガブレルス、マイク・ガースン、エルダル・キジルケイ、スターリング・キャンベル | 4:57 |
| 4.                           | 「一片の土地」(A Small Plot of Land)                                                                                | デヴィッド・ボウイ | デヴィッド・ボウイ、ブライアン・イーノ、リーブス・ガブレルス、マイク・ガースン、エルダル・キジルケイ、スターリング・キャンベル | 6:34 |
| 5.                           | 「セグエ（次の楽章へ）～ベイビー・グレイス」(segue - Baby Grace (A Horrid Cassette))                                | デヴィッド・ボウイ | デヴィッド・ボウイ、ブライアン・イーノ、リーブス・ガブレルス、マイク・ガースン、エルダル・キジルケイ、スターリング・キャンベル | 1:39 |
| 6.                           | 「ハロー・スペースボーイ」(Hallo Spaceboy)                                                                          | デヴィッド・ボウイ | デヴィッド・ボウイ、ブライアン・イーノ                                                                                         | 5:14 |
| 7.                           | 「ザ・モーテル」(The Motel)                                                                                         | デヴィッド・ボウイ | デヴィッド・ボウイ | 6:49 |
| 8.                           | 「アイ・ハヴ・ノット・ビーン・トゥ・オックスフォード・タウン」(I Have Not Been to Oxford Town)                      | デヴィッド・ボウイ | デヴィッド・ボウイ、ブライアン・イーノ                                                                                         | 3:47 |
| 9.                           | 「ノー・コントロール」(No Control)                                                                                  | デヴィッド・ボウイ | デヴィッド・ボウイ、ブライアン・イーノ                                                                                         | 4:33 |
| 10.                          | 「セグエ（次の楽章へ）～アルジェリア・タッチシュリーク」(segue - Algeria Touchshriek)                               | デヴィッド・ボウイ | デヴィッド・ボウイ、ブライアン・イーノ、リーブス・ガブレルス、マイク・ガースン、エルダル・キジルケイ、スターリング・キャンベル | 2:03 |
| 11.                          | 「性倒錯者の完全なる破滅（美しき者の死）」(The Voyeur of Utter Destruction (as Beauty))                             | デヴィッド・ボウイ | デヴィッド・ボウイ、ブライアン・イーノ、リーブス・ガブレルス                                                                   | 4:21 |
| 12.                          | 「セグエ（次の楽章へ）～ラモーナ・A.ストーン／アイ・アム・ウィズ・ネーム」(segue - Ramona A.Stone / I Am With Name) | デヴィッド・ボウイ | デヴィッド・ボウイ、ブライアン・イーノ、リーブス・ガブレルス、マイク・ガースン、エルダル・キジルケイ、スターリング・キャンベル | 4:01 |
| 13.                          | 「希望的始まり」(Wishful Beginnings)                                                                                | デヴィッド・ボウイ | デヴィッド・ボウイ、ブライアン・イーノ                                                                                         | 5:08 |
| 14.                          | 「ウィ・プリック・ユー」(We Prick You)                                                                              | デヴィッド・ボウイ | デヴィッド・ボウイ、ブライアン・イーノ                                                                                         | 4:33 |
| 15.                          | 「セグエ（次の楽章へ）～ネーサン・アドラー」(segue - Nathan Adler)                                                  | デヴィッド・ボウイ | デヴィッド・ボウイ、ブライアン・イーノ、リーブス・ガブレルス、マイク・ガースン、エルダル・キジルケイ、スターリング・キャンベル | 1:00 |
| 16.                          | 「アイム・ディレンジュド」(I'm Deranged)                                                                            | デヴィッド・ボウイ | デヴィッド・ボウイ、ブライアン・イーノ                                                                                         | 4:31 |
| 17.                          | 「建築家たちの視線」(Thru' These Architects Eyes)                                                                   | デヴィッド・ボウイ | デヴィッド・ボウイ、リーブス・ガブレルス                                                                                       | 4:22 |
| 18.                          | 「セグエ（次の楽章へ）～ネーサン・アドラー」(segue - Nathan Adler)                                                  | デヴィッド・ボウイ | デヴィッド・ボウイ、ブライアン・イーノ                                                                                         | 0:28 |
| 19.                          | 「ストレンジャーズ・ホエン・ウィ・ミート」(Strangers When We Meet)                                                  | デヴィッド・ボウイ | デヴィッド・ボウイ | 5:07 |
| 合計時間:                    | 合計時間: | 合計時間:          | 74:36 |      |

### LP盤
| 全作詞: デヴィッド・ボウイ。 |                                                                                      |                    | |      |
| #                            | タイトル                                                                             | 作詞               | 作曲 | 時間 |
| 1.                           | 「レオン・テイクス・アス・アウトサイド」(Leon Takes Us Outside (edit))               | デヴィッド・ボウイ | デヴィッド・ボウイ、ブライアン・イーノ、リーブス・ガブレルス、マイク・ガースン、エルダル・キジルケイ、スターリング・キャンベル | 0:24 |
| 2.                           | 「アウトサイド」(Outside)                                                            | デヴィッド・ボウイ | ケビン・アームストロング、デヴィッド・ボウイ                                                                                   | 4:04 |
| 3.                           | 「ハーツ・フィルシー・レッスン」(The Hearts Filthy Lesson)                           | デヴィッド・ボウイ | デヴィッド・ボウイ、ブライアン・イーノ、リーブス・ガブレルス、マイク・ガースン、エルダル・キジルケイ、スターリング・キャンベル | 4:57 |
| 4.                           | 「一片の土地」(A Small Plot of Land)                                                 | デヴィッド・ボウイ | デヴィッド・ボウイ、ブライアン・イーノ、リーブス・ガブレルス、マイク・ガースン、エルダル・キジルケイ、スターリング・キャンベル | 6:34 |
| 5.                           | 「セグエ（次の楽章へ）～ベイビー・グレイス」(segue - Baby Grace (A Horrid Cassette)) | デヴィッド・ボウイ | デヴィッド・ボウイ、ブライアン・イーノ、リーブス・ガブレルス、マイク・ガースン、エルダル・キジルケイ、スターリング・キャンベル | 1:39 |
| 6.                           | 「ハロー・スペースボーイ」(Hallo Spaceboy)                                           | デヴィッド・ボウイ | デヴィッド・ボウイ、ブライアン・イーノ                                                                                         | 5:14 |

| #   | タイトル | 作詞 | 作曲 | 時間 |
| --- | --- | ---- | --- | ---- |
| 7.  | 「ザ・モーテル」(The Motel (edit))                                                                                  |      | デヴィッド・ボウイ | 5:03 |
| 8.  | 「アイ・ハヴ・ノット・ビーン・トゥ・オックスフォード・タウン」(I Have Not Been to Oxford Town)                      |      | デヴィッド・ボウイ、ブライアン・イーノ                                                                                         | 3:47 |
| 9.  | 「性倒錯者の完全なる破滅（美しき者の死）」(The Voyeur of Utter Destruction (as Beauty))                             |      | デヴィッド・ボウイ、ブライアン・イーノ、リーブス・ガブレルス                                                                   | 4:21 |
| 10. | 「セグエ（次の楽章へ）～ラモーナ・A.ストーン／アイ・アム・ウィズ・ネーム」(segue - Ramona A.Stone / I am with Name) |      | デヴィッド・ボウイ、ブライアン・イーノ、リーブス・ガブレルス、マイク・ガースン、エルダル・キジルケイ、スターリング・キャンベル | 4:01 |
| 11. | 「ウィ・プリック・ユー」(We Prick You)                                                                              |      | デヴィッド・ボウイ、ブライアン・イーノ                                                                                         | 4:33 |
| 12. | 「セグエ（次の楽章へ）～ネーサン・アドラー」(segue - Nathan Adler)                                                  |      | デヴィッド・ボウイ、ブライアン・イーノ、リーブス・ガブレルス、マイク・ガースン、エルダル・キジルケイ、スターリング・キャンベル | 1:00 |
| 13. | 「アイム・ディレンジュド」(I'm Deranged)                                                                            |      | デヴィッド・ボウイ、ブライアン・イーノ                                                                                         | 4:31 |

## ボーナストラック
| 全作詞: デヴィッド・ボウイ。 |                              |                    |                                        |      |
| #                            | タイトル                     | 作詞               | 作曲                                   | 時間 |
| 20.                          | 「ゲット・リアル」(Get Real) | デヴィッド・ボウイ | デヴィッド・ボウイ、ブライアン・イーノ | 2:49 |

| #  | タイトル                                                                                                   | 作詞 | 作曲                                                                                                 | 時間 |
| -- | --- | ---- | --- | ---- |
| 1. | 「ゲット・リアル」(Get Real)                                                                               |      | デヴィッド・ボウイ、ブライアン・イーノ                                                               | 2:49 |
| 2. | 「ハロー・スペースボーイ（ペット・ショップ・ボーイズ・リミックス）」(Hallo Spaceboy (Pet Shop Boys Remix)) |      | デヴィッド・ボウイ、ブライアン・イーノ                                                               | 4:25 |
| 3. | 「アンダー・プレッシャー（ライヴ）」(Under Pressure (Live))                                                |      | デヴィッド・ボウイ、フレディ・マーキュリー、ロジャー・テイラー、ジョン・ディーコン、ブライアン・メイ | 4:02 |
| 4. | 「月世界の白昼夢（ライヴ）」(Moonage Daydream (Live))                                                      |      | デヴィッド・ボウイ                                                                                   | 5:29 |
| 5. | 「世界を売った男（ライヴ）」(The Man Who Sold the World (Live))                                            |      | デヴィッド・ボウイ                                                                                   | 3:34 |
| 6. | 「ストレンジャーズ・ホエン・ウイ・ミート（ラジオ・エディット）」(Strangers When We Meet (Radio Edit))      |      | デヴィッド・ボウイ                                                                                   | 4:20 |
| 7. | 「ハーツ・フィルシー・レッスン（ラバー・ミックス）」(The Hearts Filthy Lesson (Rubber mix))                |      | デヴィッド・ボウイ                                                                                   | 7:41 |

| #   | タイトル | 作詞 | 作曲 | 時間 |
| --- | --- | ---- | --- | ---- |
| 1.  | 「ハーツ・フィルシー・レッスン（トレント・レズナー・オルタナティブ・ミックス）」(The Hearts Filthy Lesson (Trent Reznor Alternative Mix)) |      | デヴィッド・ボウイ、ブライアン・イーノ、リーブス・ガブレルス、マイク・ガースン、エルダル・キジルケイ、スターリング・キャンベル | 5:19 |
| 2.  | 「ハーツ・フィルシー・レッスン（ラバー・ミックス）」(The Hearts Filthy Lesson (Rubber Mix))                                               |      | デヴィッド・ボウイ、ブライアン・イーノ、リーブス・ガブレルス、マイク・ガースン、エルダル・キジルケイ、スターリング・キャンベル | 7:48 |
| 3.  | 「ハーツ・フィルシー・レッスン（シンプル・テスト・ミックス）」(The Hearts Filthy Lesson (Simple Text Mix))                                |      | デヴィッド・ボウイ、ブライアン・イーノ、リーブス・ガブレルス、マイク・ガースン、エルダル・キジルケイ、スターリング・キャンベル | 6:39 |
| 4.  | 「ハーツ・フィルシー・レッスン（フィルシー・ミックス）」(The Hearts Filthy Lesson (Filthy Mix))                                           |      | デヴィッド・ボウイ、ブライアン・イーノ、リーブス・ガブレルス、マイク・ガースン、エルダル・キジルケイ、スターリング・キャンベル | 5:53 |
| 5.  | 「ハーツ・フィルシー・レッスン（グッド・カーマ・ミックス・バイ・ティム・シムノン）」(The Hearts Filthy Lesson (Good Karma Mix))           |      | デヴィッド・ボウイ、ブライアン・イーノ、リーブス・ガブレルス、マイク・ガースン、エルダル・キジルケイ、スターリング・キャンベル | 4:58 |
| 6.  | 「一片の土地（バスキア・OST・バージョン）」(A Small Plot Of Land (Basquiat))                                                              |      | デヴィッド・ボウイ、ブライアン・イーノ、リーブス・ガブレルス、マイク・ガースン、エルダル・キジルケイ、スターリング・キャンベル | 2:49 |
| 7.  | 「ハロー・スペースボーイ（12"リミックス）」(Hallo Spaceboy (12" Remix))                                                                   |      | デヴィッド・ボウイ、ブライアン・イーノ                                                                                         | 6:44 |
| 8.  | 「ハロー・スペースボーイ（ダブル・クリック・ミックス）」(Hallo Spaceboy (Double Click Mix))                                               |      | デヴィッド・ボウイ、ブライアン・イーノ                                                                                         | 7:48 |
| 9.  | 「ハロー・スペースボーイ（インストゥルメンタル）」(Hallo Spaceboy (Instrumental))                                                         |      | デヴィッド・ボウイ、ブライアン・イーノ                                                                                         | 7:46 |
| 10. | 「ハロー・スペースボーイ（ロスト・イン・スペース・ミックス）」(Hallo Spaceboy (Lost In Space Mix))                                        |      | デヴィッド・ボウイ、ブライアン・イーノ                                                                                         | 6:34 |
| 11. | 「アイ・アム・ウィズ・ネーム」(I Am With Name)                                                                                            |      | デヴィッド・ボウイ、ブライアン・イーノ、リーブス・ガブレルス、マイク・ガースン、エルダル・キジルケイ、スターリング・キャンベル | 4:01 |
| 12. | 「アイム・ディレンジュド」(I’m Deranged (Jungle Mix))                                                                                     |      | デヴィッド・ボウイ、ブライアン・イーノ                                                                                         | 7:03 |
| 13. | 「ゲット・リアル」(Get Real) |      | デヴィッド・ボウイ、ブライアン・イーノ                                                                                         | 2:49 |
| 14. | 「ナッシング・トゥー・ビー・デザイアード」(Nothing To Be Desired)                                                                         |      | デヴィッド・ボウイ、ブライアン・イーノ                                                                                         | 2:14 |

## 曲解説
1. レオン・テイクス・アス・アウトサイド - Leon Takes Us Outside
2. アウトサイド （序章） - Outside Prologue
3. ハーツ・フィルシー・レッスン （探偵ネーサン・アドラーによって歌われるために） - The Hearts Filthy Lesson To be sung by Detective Nathan Adler
このアルバムから最初にシングルカットされた曲（このシングルカットには、ナイン・インチ・ネイルズのトレント・レズナーによるリミックスバージョンも収録されている）。またブラッド・ピット主演の映画『セブン』のエンディング・テーマに使用された。
4. 一片の土地 （オックスフォードの住民によって歌われるために） - A Small Plot of Land To be sung by the residents of Oxford Town, NJ
リミックスバージョンが映画『バスキア』（1996年）の挿入歌に使用された。
ボウイの遺作となった『★（ブラックスター）』に参加していたサクソフォニストのドニー・マッキャスリンが自身のアルバム『Beyond Now』でカヴァー。
5. セグエ（次の楽章へ）～ベイビー・グレイス - segue - Baby Grace (A Horrid Cassette)
6. ハロー・スペースボーイ （パディによって歌われるために） - Hallo Spaceboy To be sung by Paddy
後にペット・ショップ・ボーイズによってリミックスされ、シングルカットされている。
7. ザ・モーテル （レオン・ブランクによって歌われるために） - The Motel To be sung by Leon Blank
8. アイ・ハヴ・ノット・ビーン・トゥ・オックスフォード・タウン （レオン・ブランクによって歌われるために） - I Have Not Been To Oxford Town To be sung by Leon Blank
9. ノー・コントロール （探偵ネーサン・アドラーによって歌われるために） - No Control To be sung by Detective Nathan Adler
10. セグエ（次の楽章へ）～アルジェリア・タッチシュリーク - segue - Algeria Touchshriek
11. 性倒錯者の完全なる破滅（美しき者の死） （芸術家ミノタウロによって歌われるために） - The Voyeur of Utter Destruction(As Beauty) To be sung by The Artist / Minotaur
12. セグエ（次の楽章へ）～ラモーナ・A.ストーン／アイ・アム・ウィズ・ネーム （ラモーナ・A・ストーンとその従者たちに歌われるために） - segue - Ramona A.Stone / I Am With Name To be sung by Ramona A. Stone and her acolytes
13. 希望的始まり （芸術家ミノタウロに歌われるために） - Wishful Beginnings To be sung by The Artist / Minotaur
14. ウィ・プリック・ユー （裁判所のメンバーによって歌われるために） - We Prick You To be sung by members of the Court of Justice
15. セグエ（次の楽章へ）～ネーサン・アドラー - segue - Nathan Adler
16. アイム・ディレンジュド （芸術家ミノタウロによって歌われるために） - I'm Deranged To be sung by The Artist / Minotaur
デヴィッド・リンチ監督の映画『ロスト・ハイウェイ』（1997年）のメインテーマとして使用された。
17. 建築家たちの視線 （レオン・ブランクによって歌われるために） - Thru' These Architects Eyes To be sung by Leon Blank
18. セグエ（次の楽章へ）～ネーサン・アドラー - segue - Nathan Adler
19. ストレンジャーズ・ホエン・ウィ・ミート （レオン・ブランクによって歌われるために） - Strangers When We Meet To be sung by Leon Blank
前作『郊外のブッダ (THE BUDDHA OF SUBURBIA) 』からの再レコーディング。余談だが日本のロックバンド、SUPERCARのフロントマン、中村弘二よると同バンドの代表曲『Lucky』は『Strangers When We Meet 』のような曲を作ってみたいと思い、作った曲だが「当時はスキルがないので結果は違うものに(なってしまった)」とのこと[4]。

## 参加ミュージシャン
- デヴィッド・ボウイ - ボーカル、サクソフォーン、ギター、キーボード
- ブライアン・イーノ - シンセサイザー、トリートメント、ストラテジー
- リーブス・ガブレルス - ギター
- エルダル・キジルケイ - ベース、キーボード
- マイク・ガースン - ピアノ
- スターリング・キャンベル - ドラムス
- カルロス・アロマー - ギター
- ジョーイ・バロン - ドラムス
- ヨッシー・ファイン - ベース
- トム・フリッシュ - ギター（「ストレンジャー・ホエン・ウィ・ミート」のみ）
- ケヴィン・アームストロング - ギター（「建築家たちの視線」のみ）
- ブライオニー - バッキング・ボーカル（「ハーツ・フィルシー・レッスン」「アイ・アム・ウィズ・ネーム」のみ）
- ローラ - バッキング・ボーカル（「ハーツ・フィルシー・レッスン」「アイ・アム・ウィズ・ネーム」のみ）
- ジョーシー - バッキング・ボーカル（「ハーツ・フィルシー・レッスン」「アイ・アム・ウィズ・ネーム」のみ）
- ルビー・エドワーズ - バッキング・ボーカル（「ハーツ・フィルシー・レッスン」「アイ・アム・ウィズ・ネーム」のみ）